# گیزا فون چیفرا
گیزا فون چیفرا (مجاری: Géza von Cziffra؛ ‏ تلفظ در مجاری: [ˈɡeːzɒ fon ˈt͡sifrɒ] ‏ ۱۹ دسامبر ۱۹۰۰ – ۲۸ آوریل ۱۹۸۹) کارگردان فیلم، فیلم‌نامه‌نویس، تهیه‌کننده فیلم، نویسنده و شاعر اهل مجارستان بود. او در سال ۱۹۷۶ برندهٔ نشان اتریش برای علم و هنر و در سال ۱۹۸۵ برندهٔ جایزه فیلم آلمان شد.
در سال ۱۹۴۵، در پراگ که در آن زمان تحت اشغال آلمان نازی بود، او فیلم «سایه‌های درخشان» (Leuchtende Schatten) را ساخت. به عنوان مشاور پلیس جنایی، یک افسر اس‌اس-اشتورم‌بان‌فورر به نام اوولر، عضو اس‌دی و برادر بازیگر روث اوولر، به او منصوب شد. پس از مدتی، چیفرا به دلیل انتقادات بیش از حد و مزاحم، اوولر را از استودیوها منع کرد. کمی بعد، اوولر دستگیر و به مقر گشتاپوی پراگ در کاخ پِچِس منتقل شد، جایی که به دلیل چندین بار خوردن در رستوران چک «نویمان» بدون استفاده از کوپن سهمیه‌بندی، متهم شد. نهایتاً به زندان پانکراچ، زندان بازداشت و بازجویی پراگ، فرستاده شد و به شش ماه حبس محکوم گردید که از ۱۲ فوریه آغاز شد. او در ۱۹ آوریل، کمی پیش از پایان جنگ، آزاد شد.
از جمله فیلم‌های او می‌توان به چتر سنت پیتر اشاره کرد.